# Marquesado de Selva Nevada
El marquesado de Selva Nevada es un título nobiliario español creado el 18 de enero de 1778 por el rey Carlos III a favor de Manuel Rodríguez de Pinillos y López Montero, vecino de México. Se concedió vinculado al Mayorazgo fundado por el Bachiller y Presbítero, Miguel Sáenz de Sicilia, tío de la esposa del concesionario. Este Mayorazgo se caracteriza por la peculiaridad de preferencia de la mujer sobre el varón, frente al tradicional orden regular de sucesión. El Presbítero Sáenz de Sicilia, consciente de las limitaciones jurídicas y sociales de las mujeres de su época, quiso asegurar la emancipación y posición de las mujeres de su familia al margen de sus posibles matrimonios, comenzando por su sobrina, Antonia Gómez y Rodríguez de Pedroso y sus sucesoras. Por ello, en la enumeración de los poseedores, siempre se ha hecho referencia a ella en la documentación histórica, en plenas condiciones de igualdad junto a su marido, el I Marqués concesionario, como I Marquesa.
El marquesado de Selva Nevada fue emitido anulando el vizcondado previo de San Miguel.

## Marqueses de Selva Nevada
|                                 | Titular                                                          | Periodo                 |
| Creación por Carlos III         | Creación por Carlos III                                          | Creación por Carlos III |
| ------------------------------- | ---------------------------------------------------------------- | ----------------------- |
| I                               | Manuel Rodríguez de Pinillos y López Montero                     | 1778-                   |
| I                               | Antonia Gómez y Rodríguez de Pedroso                             |                         |
| II                              | María Josefa Rodríguez de Pinillos y Gómez                       |                         |
| III                             | María de la Soledad Gutiérrez del Rivero y Rodríguez de Pinillos |                         |
| IV                              | María Josefa Zabalza y Gutiérrez del Rivero                      |                         |
| V                               | María de la Asunción Zabalza y Gutiérrez del Rivero              |                         |
| Rehabilitación por Alfonso XIII |                                                                  |                         |
| VI                              | Donato Alcalde y Zabalza                                         | 1893-1917               |
| VII                             | Francisco Javier Alcalde y Pérez de Vargas                       | 1917-1947               |
| VIII                            | Francisco Javier Alcalde y Osma                                  | 1947-1958               |
| IX                              | Joaquín Antonio Alcalde y Osma                                   | 1960-2011               |
| X                               | Ana Rosa Alcalde y González-Torres                               | 2011-actual titular     |

## Historia de los Marqueses de Selva Nevada
- Manuel Rodríguez de Pinillos y López Montero, I marqués de Selva Nevada.

1. Casó con Antonia Gómez Rodríguez de Pedroso, I Marquesa de Selva Nevada. Sucedió su hija:

- Josefa Rodríguez de Pinillos y Gómez Rodríguez de Pedroso II marquesa de Selva Nevada.

1. Casó con José Gutiérrez del Rivero. Sucedió su hija:

- María de la Soledad Gutiérrez del Rivero y Rodríguez de Pinillos, III marquesa de Selva Nevada.

1. Casó con Felipe Zabalza y Aróstegui. Sucedió su hija:

- María Josefa Zabalza y Gutiérrez del Rivero, IV marquesa de Selva Nevada. Sucedió su hermana:

- María de la Asunción Zabalza y Gutiérrez del Rivero, V marquesa de Selva Nevada.

1. Casó con Franciso Javier Alcalde y Fernández de Ubago. Mediante rehabilitación, en 1893, sucedió su hijo:

- Donato Alcalde y Zabalza (1840-1917 ), VI marqués de Selva Nevada. Sucedió su sobrino (hijo de su hermano Francisco Alcalde y Zabalza, que había casado con María Purificación Pérez de Vargas y Quero):

- Francisco Javier Alcalde y Pérez de Vargas (1898-1947), VII marqués de Selva Nevada.

1. Casó con Rosa de Osma y Cortés. Sucedió su hijo:

- Francisco Javier Alcalde y Osma (1923-1958), VIII marqués de Selva Nevada.

1. Casó con María de las Nieves Nafría e Inciarte. Sin descendientes. Sucedió su hermano:

- Joaquín Antonio Alcalde y Osma (1927-2011), IX marqués de Selva Nevada.

1. Casó con Ana María González-Torres y Domingo. Sucedió su hija:

- Ana Rosa Alcalde y González-Torres, X marquesa de Selva Nevada.